# Octanodiamida
Octanodiamida, suberamida, 1,6-hexanedicarboxamida ou diimidato subérico é o composto químico, a diamida do ácido subérico, intermediário na produção do Vorinostat, de fórmula C8H16N2O2, SMILES C(CCCC(=O)N)CCC(=O)N, e massa molecular 172,22484. É classificado com o número CAS 3891-73-4. Apresenta densidade de 1,061g/cm3 e ponto de ebulição 467,2°C a 760mmHg.